# 秘密六客
是一部1931年美國前法典荷里活時期的犯罪電影，由喬治·W·希爾執導，弗朗西絲·馬里恩編劇。主演是華理士·勃利，飾演"Slaughterhouse Scorpio"，這個角色非常鬆散地基於艾爾·卡彭，其他演員有劉易斯·史東、約翰·梅克·布朗、珍·哈露、奇勒·基寶、雷夫·貝拉米和馬喬里·蘭比奧。

## 劇情
私酒販Johnny Franks招募一個名叫Louis "Louie" Scorpio的粗魯工人，成為黑幫老大Richard "Newt" Newton幫派的一員。Scorpio最終成為了組織的領導者。然後，他被一個受報紙記者Carl Luckner和Hank Rogers協助下的六名蒙面的打擊犯罪鬥士組成的秘密組織起訴。

## 演員

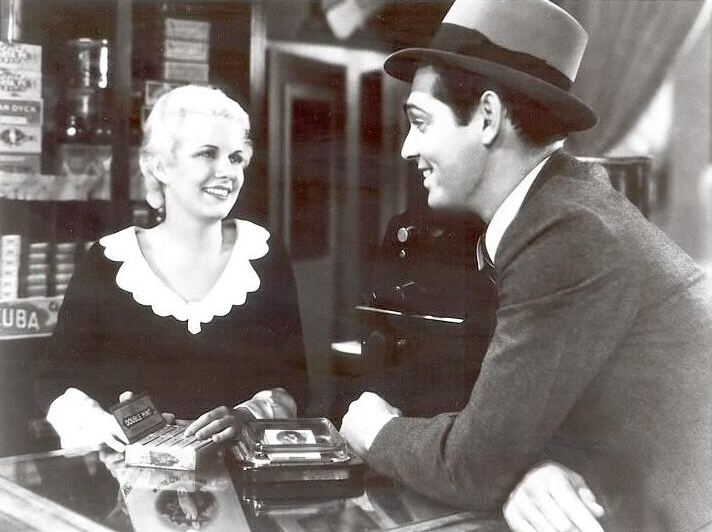
《秘密六客》中的珍·哈露和奇勒·基寶

- 華理士·勃利 飾 Louis 'Louie' Scorpio
- 劉易斯·史東（英语：Lewis Stone） 飾 Richard 'Newt' Newton
- 約翰·梅克·布朗（英语：Johnny Mack Brown） 飾 Hank Rogers
- 珍·哈露 飾 Anne Courtland
- 馬喬里·蘭比奧（英语：Marjorie Rambeau） 飾 Peaches
- 保羅·赫斯特（英语：Paul Hurst (actor)） 飾 Nick 'The Gouger' Mizoski
- 奇勒·基寶 飾 Carl Luckner
- 雷夫·貝拉米（英语：Ralph Bellamy） 飾 Johnny Franks
- 約翰·米爾揚（英语：John Miljan） 飾 Smiling Joe Colimo
- 德威特·詹寧斯（英语：DeWitt Jennings） 飾 Chief Donlin
- 莫瑞·金內爾（英语：Murray Kinnell） 飾 'Dummy' Metz
- Fletcher Norton 飾 Jimmy Delano
- Louis Natheaux 飾 Eddie
- 老法蘭克·麥格萊恩（英语：Frank McGlynn Sr.） 飾 法官
- 西奧多·馮·埃茲 飾 地方檢察官Keeler

## 外部連結
- 互联网电影数据库（IMDb）上《秘密六客》的资料（英文）
- AllMovie上《秘密六客》的资料（英文）